# باشچلوتسی
باشچلوتسی (به صربی: Baščeluci) یک منطقهٔ مسکونی در صربستان است.